# Thomas Chalmers
Thomas Chalmers (ur. 17 marca 1780 w Anstruther, zm. 31 maja 1847 w Edynburgu) – szkocki duchowny i teolog państwowego Kościoła Szkocji, przywódca ewangelikalnego skrzydła tej denominacji prezbiteriańskiej, następnie po rozłamie w Kościele państwowym, moderator Wolnego Kościoła Szkocji (Free Church of Scotland). Uznawany za wybitnego ekonomistę.

## Życiorys
Był absolwentem Uniwersytetu w St. Andrews. Po zakończeniu studiów wykładał w macierzystej uczelni matematykę. W 1803 przyjął ordynację pastorską. W 1811 związał się ze środowiskiem ewangelikalnym i zasłynął jako wybitny kaznodzieja głoszący orędzie kościelne w tym stylu. Jako pastor Kościoła Szkocji w Glasgow wprowadził nowoczesny system opieki duszpasterskiej (w tym podział wielotysięcznego zboru na klasy i dystrykty). Wdrożył też system pomocy społecznej dla zaniedbanej części ludności miejskiej. Zorganizował darmowe szkolnictwo i wyżywienie dla dzieci z nizin społecznych.
W 1823 objął stanowisko profesora teologii na Uniwersytecie Edynburskim. W 1832 jako lidera środowiska ewangelikalnego wybrano go na moderatora (zwierzchnika) Kościoła Szkocji. Dał się poznać jako sprawny organizator. W trakcie jego kadencji w ciągu 6 lat wybudowano w Szkocji 216 świątyń.
Gdy doszło w Kościele Szkocji do rozłamu („Disruption”) na tle sporu co do dopuszczalnego zakresu ingerencji państwa w sprawy kościelne, został moderatorem Wolnego Kościoła Szkocji, utworzonego na bazie grupy, która się wyłamała z Kościoła państwowego. Zajmował katedrę profesora teologii w New College w Edynburgu.
Głównym jego dziełem teologicznym była pośmiertnie wydana w 1849 praca pt. Institutes of Theology.